# Pseudoplatyura rufipectus
Pseudoplatyura rufipectus är en tvåvingeart som först beskrevs av Tonnoir 1927.  Pseudoplatyura rufipectus ingår i släktet Pseudoplatyura och familjen platthornsmyggor. Inga underarter finns listade i Catalogue of Life.